# Beéle
Brandon de Jesús López Orozco (Barranquilla 30 de septiembre de 2002), conocido por su nombre artístico Beéle, es un cantante y compositor colombiano  de afro beats y urbano. Conocido por su estilo musical que fusiona ritmos urbanos como el dancehall con sonidos caribeños, se ha posicionado como una de las promesas emergentes de la música latina. Su carrera ha estado marcada tanto por su éxito artístico como por su vida personal, la cual ha generado controversias y atención en redes sociales.

## Trayectoria musical
Beéle saltó a la fama en 2019 con su sencillo «Loco», una canción que se convirtió en un fenómeno viral en plataformas digitales y redes sociales. La pegajosa melodía y las letras románticas de la canción capturaron la atención de un público amplio, consolidando su presencia en la escena musical urbana. Desde entonces, ha lanzado varios éxitos, entre los que destaca «Calor», que ha sido bien recibido por sus seguidores.
Su estilo musical se caracteriza por la fusión de ritmos tropicales y urbanos, lo que le ha permitido destacarse en una industria altamente competitiva. Beéle ha demostrado su versatilidad como artista, participando en colaboraciones con otros músicos y llevando su música a escenarios internacionales, incluyendo presentaciones en países como Australia, donde ha recibido una cálida acogida por parte del público.

## Vida personal y controversias
En 2019, inició una relación amorosa con la comunicadora social Camila Andrea Rodríguez Ascanio (1998), más conocida como «Cara»; quien fue su mánager de gira y corista hasta agosto de 2023, con quien se casó el 3 de julio de 2021 y con quien tiene dos hijos: Ethan Kai, nacido el 10 de junio de 2021 y Paolo Kai, nacido el 14 de septiembre de 2023. A mediados de 2024, se separaron. La vida personal de Beéle ha sido objeto de atención mediática, especialmente por una polémica relacionada con su relación sentimental con la celebridad de Internet venezolana Isabella Ladera. 
En una aparición en el programa The Juanpis Live Show, Beéle abordó algunos aspectos de su vida personal y reveló detalles poco conocidos sobre su infancia. El artista confesó que vivió en Venezuela durante su niñez, específicamente en la ciudad de Maracay; donde residió aproximadamente un año y medio junto a sus padres. Beéle describió esta etapa como una de las más bonitas de su vida, aunque también compartió anécdotas curiosas; como las dificultades que enfrentó en el colegio, debido a las loncheras que su madre le preparaba; las cuales incluían platos exóticos, como arepa con guiso de pulpo y arroz de coco con dedito de pescado.
Además, el cantante reveló que durante su adolescencia llegó a pesar 134 kg, pero con el tiempo logró mejorar sus hábitos alimenticios y adoptar un estilo de vida más saludable, lo que le ha permitido mantenerse en forma para sus exigentes presentaciones en vivo.

## Discografía

### Álbumes de estudio
- Borondo (2025)

### Sencillos
- Loco (2019)
- Inolvidable (con Ovy on the Drums) (2020)
- Si te interesa (2021)
- Barranquilla Bajo Cero (con Feid y Myke Towers) (2022)
- Vagabundo (con Sebastián Yatra y Manuel Turizo) (2023)
- Calor (con Nicky Jam) (2023)
- Cobarde (con Sofía Reyes) (2023)
- Tu sí (con Mar Lucas y Kenia Os) (2023)
- Me Arriesgo Contigo (con Kany García) (2024)
- Low Key (con Joeboy y María Becerra) (2024)
- Tu boca (con Wisin) (2024)
- Mi refe (con Ovy on The Drums) (2024)
- Volver (con Piso 21 y Marc Anthony) (2025)
- La Plena (con Ovy on the Drums y W Sound) (2025)
- Por vos (con Arcángel) (2025)
- Si te pillara (2025)